# Francis Ysidro Edgeworth

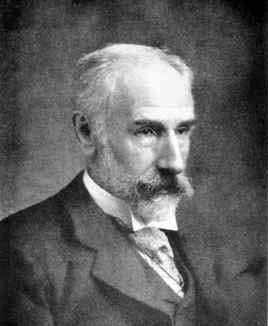
Francis Ysidro Edgeworth

Francis Ysidro Edgeworth (* 8. Februar 1845 in Edgeworthstown, County Longford, Irland; † 13. Februar 1926 in Oxford, Oxfordshire, England) war ein irischer Ökonom.
Edgeworth vertrat die Idee der Progressivsteuer, die er – wie auch Arthur Cecil Pigou – mit dem sinkenden Grenznutzen des Einkommens begründete. Nach ihm wurde sowohl die Edgeworth-Box als auch das Edgeworth-Steuerparadoxon benannt. Für seine Arbeiten wurde er 1907 von der Royal Statistical Society mit der Guy-Medaille in Gold ausgezeichnet. Seit 1903 war er Mitglied (Fellow) der British Academy.

## Schriften (Auswahl)
- On the relations of political economy to war: a lecture, 1915
- A levy on capital for the discharge of debt, 1919
- Papers relating to political economy, 1925
- Writings in probability, statistics, and economics, 9. Auflage: 1996, ISBN 1-85898-238-3
- Mathematical psychics and further papers on political economy, 7. Auflage: 2003, ISBN 978-0-19-828712-4